# Henning Jacobsen
Henning Jacobsen (født 28. april 1946, død 23. april 2023) var kendt for at spille karakteren "Chips-kongen Jørgen" i KiMs-reklamerne. 
Han dukkede første gang op i tv-reklamerne som Jørgen fra KiMs-chips i 1997 og havde rollen de følgende 23 år. Reklamerne blev hurtigt populære og kom i forskellige udformninger og for forskellige chips-produkter i porteføljen over en lang årrække. Jacobsen var oprindeligt uddannet landmåler. Han havde i en årrække firmaet Dansk Rørinspektion, som undersøgte allehånde rørsystemer med robotkameraer. Han optrådte sidste gang i tv-reklamer for KiMs i 2020. 
Inden han i 1996 landede rollen som KiMs-Jørgen, havde han ingen forudgående erfaring med TV-mediet. I starten af 1990'erne sagde han ja til at hjælpe en af sine venners nabo, der var gymnasielærer i Frederiksværk med at lave en film på skolen. Filmen blev aldrig klippet færdig, men den fik i 1996 et castingbureau til at kontakte ham. En forhenværende elev, filminstruktør Anders Thomas Jensen, kunne huske ham fra skolefilmen, og havde foreslået ham til KiMs-kampagnen.
Henning Jacobsen døde den 23. april 2023 efter længere tids sygdom med leukæmi.